# Нижник Михайло Терентійович
Михайло Терентійович Нижник (20 вересня 1902, селище Драбів, тепер Золотоніського району Черкаської області — ?, місто Київ) — український радянський діяч, керуючий справами Ради народних комісарів Української РСР.

## Біографія
Народився в селянській родині.
Освіта вища. Член ВКП(б).
31 грудня 1940 — 30 липня 1941 року — керуючий справами Ради народних комісарів Української РСР.
З серпня 1941 до січня 1944 року — в Червоній армії, учасник німецько-радянської війни. Служив на політичній роботі в 228-му мінометному полку, був секретарем дивізійної партійної комісії 35-ї стрілецької дивізії конвойних військ НКВС.
У 1944 — після 1962 року — секретар партійної колегії при Київському обласному комітеті КП(б)У, голова партійної комісії при Київському обласному комітеті КПУ.
Подальша доля невідома.

## Звання
- майор

## Нагороди
- орден «Знак Пошани» (23.01.1948)
- медаль «За оборону Сталінграда» (23.05.1944)
- медаль «За перемогу над Німеччиною у Великій Вітчизняній війні 1941—1945 рр.» (1945)
- медалі
- Почесна грамота Президії Верховної Ради Української РСР (1962)